# Nordstadt (Karlsruhe)
Die Nordstadt ist der jüngste Stadtteil von Karlsruhe und hat 9.204 Einwohner (Stand 2023). Er wurde erst 1996 gebildet, zum größten Teil aus Liegenschaften der abgezogenen 7. US-Armee.
Die Nordstadt ist schmal und langgestreckt, im Osten stößt sie an den Hardtwald.
Im Norden befinden sich die Gebäude der Smiley Barracks, ursprünglich Forstner-Kaserne von 1937, jetzt von einer Mieterinitiative und einigen öffentlichen Einrichtungen genutzt. Daneben entstanden neue Reihenhäuser, bis zur Grenze von Neureut an der Straße Am Wald.
Die Mitte bilden die Wohnblocks des ab 1951 gebauten Paul Revere Village, umgeben von Waldstreifen mit Spielplätzen. Sie wurden modernisiert und durch Aufstockung und einige neue Häuser ergänzt.
In diesem Bereich befinden sich auch Schulen wie die Marylandschule, eine Grundschule mit Ganztages- und Montessori-Zug und das private Heisenberg-Gymnasium.
Im Süden wurde die Hardtwaldsiedlung aus den 1920er Jahren, die vorher zur Weststadt gehört hatte, dazugefügt.
Am Westrand, entlang dem aufgegebenen Flugplatz, der jetzt Naturschutzgebiet ist, befinden sich Gewerbeflächen und die Duale Hochschule Baden-Württemberg.

## Religion
- Katholische Gemeinde Herz-Jesu.
- In der Nordstadt befindet sich die 1971 gebaute neue Synagoge Karlsruhe.[3]
- Die ehemalige North Chapel des Paul Revere Village beherbergt heute eine Gemeinde der Serbisch-Orthodoxen Kirche.

## Verkehr
Die Nordstadt hat den Charakter eines Wohngebietes, es sind mehrere Zufahrten von Durchgangsstraßen vorhanden.
Seit 2006 ist sie durch eine Straßenbahnlinie erschlossen, die entlang der Erzbergerstraße auf der lange stillgelegten Trasse der Hardtbahn gebaut wurde.
Die Nordstadtbahn erhielt 2007 den von der Architektenkammer Baden-Württemberg alle vier Jahre vergebenen Preis für beispielhaftes Barrierefreies Bauen.

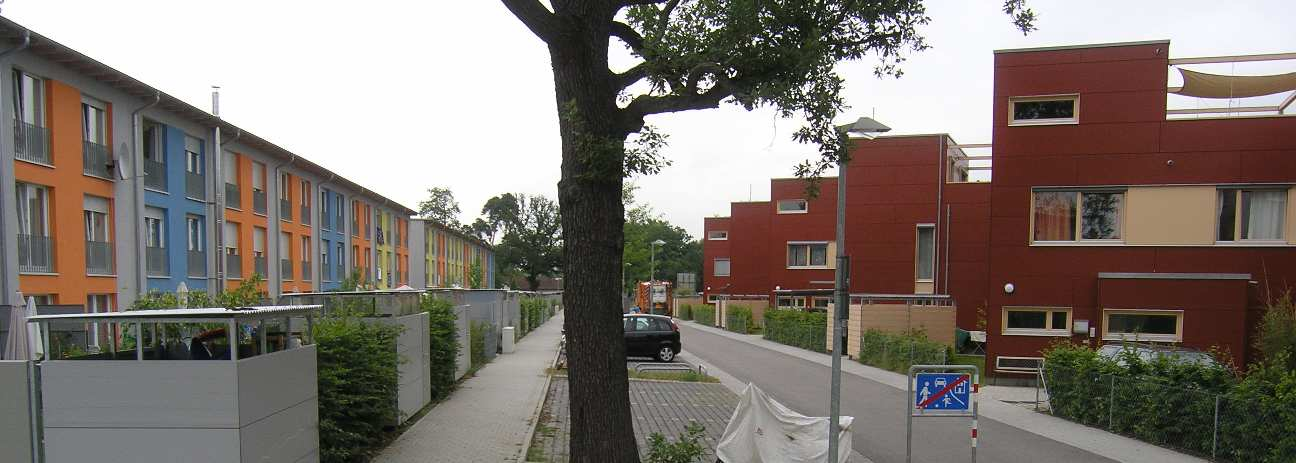
Wohngebiet Smiley West („Legoland“)
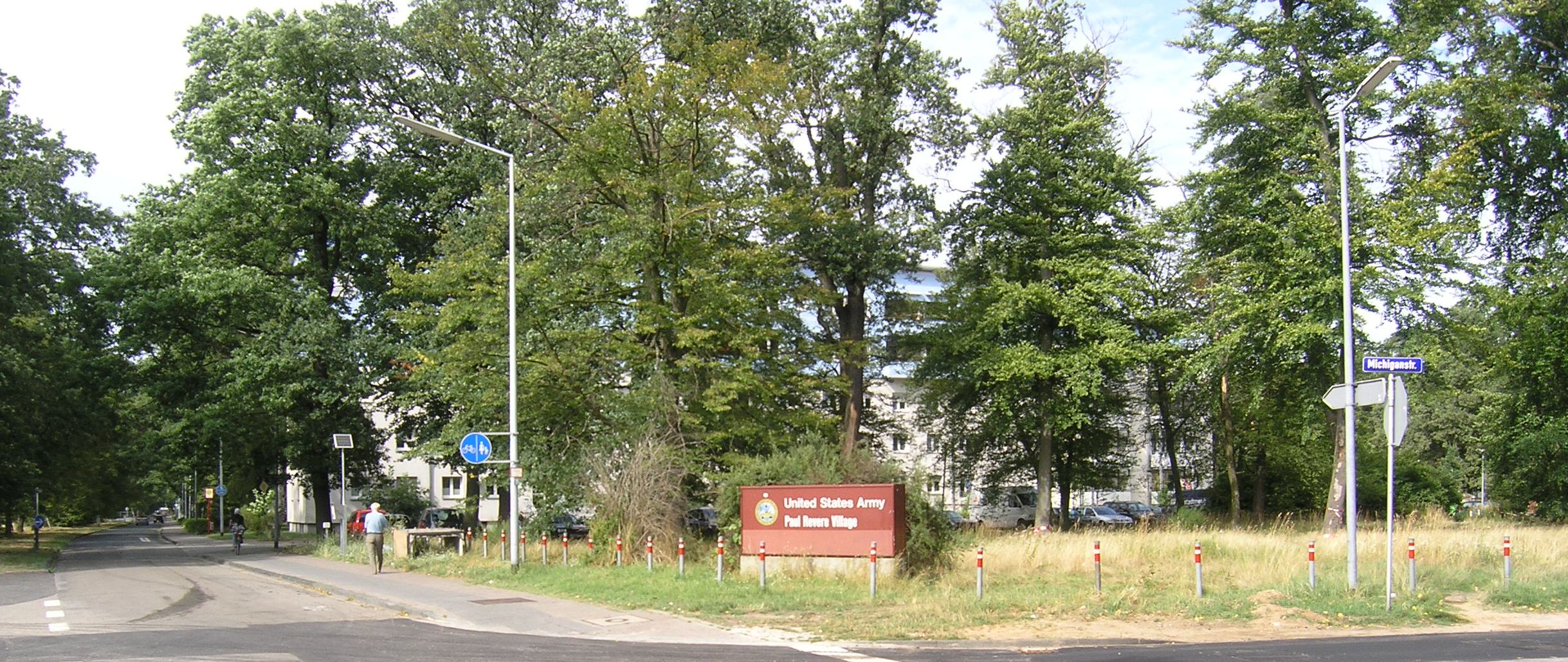
Paul Revere Village
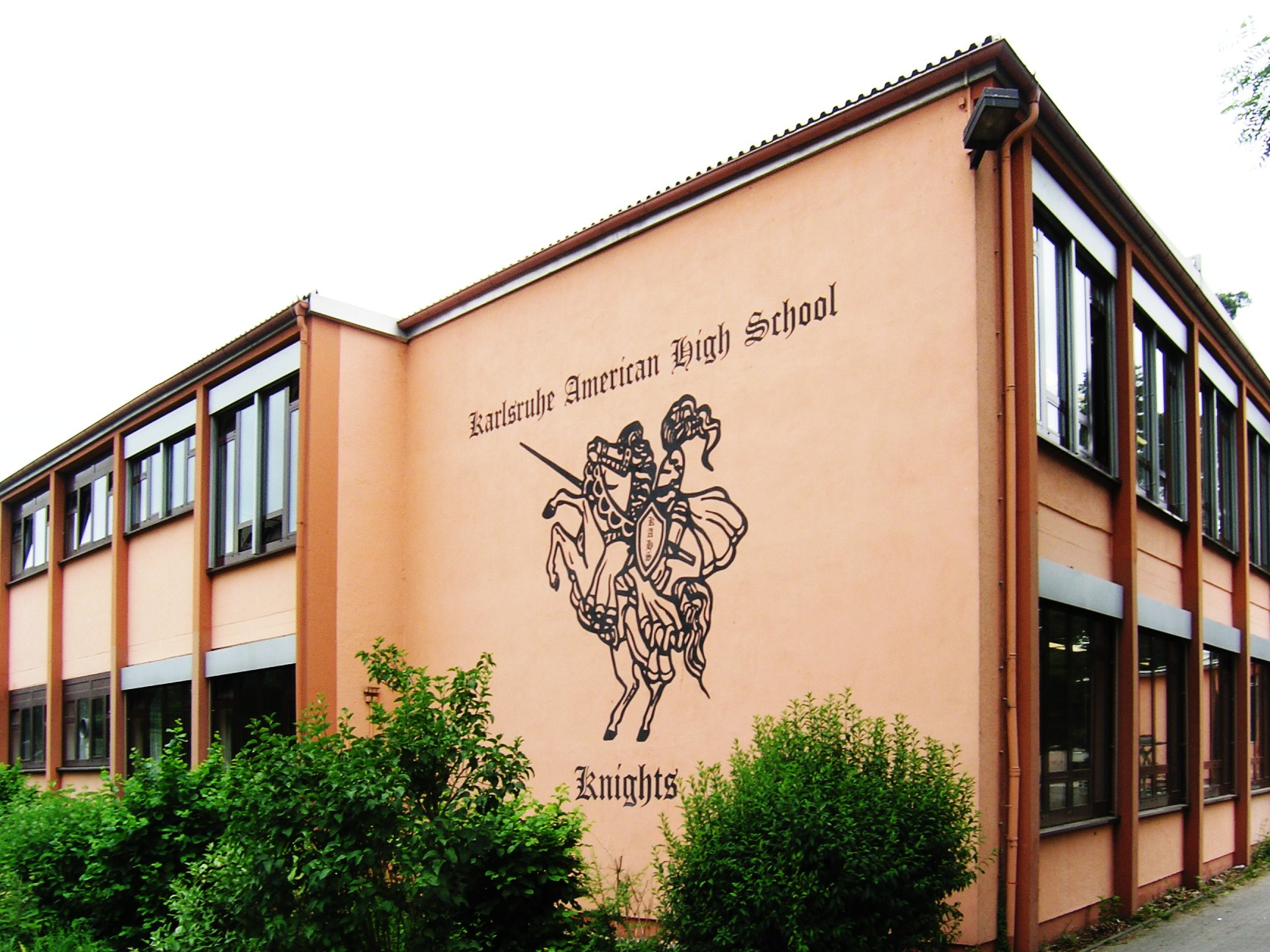
Ehemalige amerikanische Schule, jetzt Heisenberg-Gymnasium
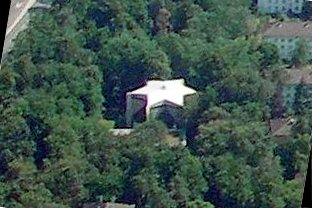
Die Synagoge hat einen markanten Grundriss, fällt aber vor Ort zwischen den Bäumen kaum auf.